# Cosme (demarco)
Cosme (em latim: Cosmas) foi um nobre bizantino do final do século VI e começo do VII. Era demarco dos Azuis, uma das facções do Hipódromo de Constantinopla. No final do reinado do imperador Maurício (r. 582–602), quando Focas rebelou-se, ele e Sérgio deram a Maurício listas dos membros de sua facções; sua lista tinha o nome de 900 membros. No começo do reinado de Focas (r. 602–610), foi tratado de maneira grosseira por Alexandre, um dos oficiais do novo imperador, e isso enfureceu os Azuis que ameaçaram rebelar-se.